# Active record
Em Engenharia de software, active record é um padrão de projeto encontrado em softwares que armazenam seus dados em Banco de dados relacionais. Assim foi nomeado por Martin Fowler em seu livro Patterns of Enterprise Application Architecture. A interface de um certo objeto deve incluir funções como por exemplo Inserir (Insert), Atualizar (Update), Apagar (Delete) e propriedades que correspondam de certa forma diretamente às colunas do banco de dados associado.
Active record é uma abordagem para acesso de dados num banco de dados. Uma tabela de banco de dados ou visão (view) é embrulhada (wrapped) em uma classe. Portanto, uma instância de um objeto é amarrada a um único registo (tupla) na tabela. Após a criação e gravação de um objeto, um novo registo é adicionado à tabela. Qualquer objeto carregado obtém suas informações a partir do banco de dados. Quando um objeto é atualizado, o registro correspondente na tabela também é atualizado. A classe de embrulho implementa os métodos de acesso (setter e getter) ou propriedades para cada coluna na tabela ou visão.
Este padrão é comumente utilizado por ferramentas de persistência de objetos e em mapeamento objeto-relacional. Geralmente as relações de chave estrangeira serão expostas como uma instância do objeto do tipo apropriado por meio de uma propriedade.

## Implementação
Implementações do conceito podem ser encontradas em vários Frameworks para diversos ambientes de programação. Por exemplo, se um banco de dados
possui a tabela produtos com as colunas nome (tipo string) e valor (tipo number) e o padrão de projeto Active Record é implementado na classe Produto, o pseudo-código:
```
produto = new Produto()
produto.nome = "Produto exemplo"
produto.valor = 123.45
produto.save()
```

Irá criar um novo registro na table produtos com os valores fornecidos sendo grosseiramente equivalente ao comando SQL:
```
INSERT
 
INTO
 
produtos
 
(
nome
,
 
valor
)
 
VALUES
 
(
'Produto exemplo'
,
 
123
.
45
);

```

Da mesma forma, a classe pode ser usada para consultar o banco de dados:
```
b = Produto.find_first("nome", "televisor")
```

Este código criará um novo objeto do tipo Produto baseado no primeiro registro encontrado da tabela produtos onde a coluna nome contém o valor "televisor". O comando SQL usado pode ser similar ao seguinte (dependendo dos detalhes da implementação SQL do banco de dados):
```
SELECT
 
*
 
FROM
 
produtos
 
WHERE
 
nome
 
=
 
'televisor'
 
LIMIT
 
1
;
 
-- MySQL ou PostgreSQL

```